# Diego Crosa
Diego Crosa (Rosario, Argentina, 18 de abril de 1976) es un exfutbolista argentino. Jugaba de defensa central. Debutó el 26 de febrero de 1995 en el empate 1-1 entre su equipo Newell's Old Boys y Talleres de Córdoba. Su hermano es Fernando Crosa.
Disputó dos partidos en la selección sub-20 campeona del Mundial de Catar 1995.
Debutó en la selección mayor el 20 de diciembre del año 2000, en un amistoso contra México. el director técnico de Argentina era Marcelo Bielsa.

## Clubes
| Club                | País                | Año                 | PJ  | Goles |
| ------------------- | ------------------- | ------------------- | --- | ----- |
| Newell's Old Boys   | Argentina           | 1994-1999           | 116 | 2     |
| Real Betis          | España              | 1999-2000           | 30  | 0     |
| Vélez Sársfield     | Argentina           | 2000-2001           | 47  | 0     |
| Real Betis          | España              | 2001                | 1   | 0     |
| Boca Juniors        | Argentina           | 2001-2004           | 68  | 1     |
| Racing Club         | Argentina           | 2004-2007           | 81  | 3     |
| Maccabi Haifa       | Israel              | 2007-2008           | 29  | 0     |
| Colón de Santa Fe   | Argentina           | 2008                | 13  | 0     |
| Chacarita Juniors   | Argentina           | 2009-2010           | 14  | 0     |
| Total en su carrera | Total en su carrera | Total en su carrera | 399 | 6     |

## Palmarés

### Copas nacionales
| Título           | Equipo        | País      | Año    |
| ---------------- | ------------- | --------- | ------ |
| Primera División | Boca Juniors  | Argentina | A-2003 |
| Copa Toto        | Maccabi Haifa | Israel    | 2008   |

### Copas internacionales
| Título                | Equipo                     | Sede      | Año  |
| --------------------- | -------------------------- | --------- | ---- |
| Mundial Sub-20        | Selección Sub-20 Argentina | Doha      | 1995 |
| Copa Libertadores     | Boca Juniors               | São Paulo | 2003 |
| Copa Intercontinental | Boca Juniors               | Yokohama  | 2003 |

- Datos: Q2919866